# Hulda Holtvedt

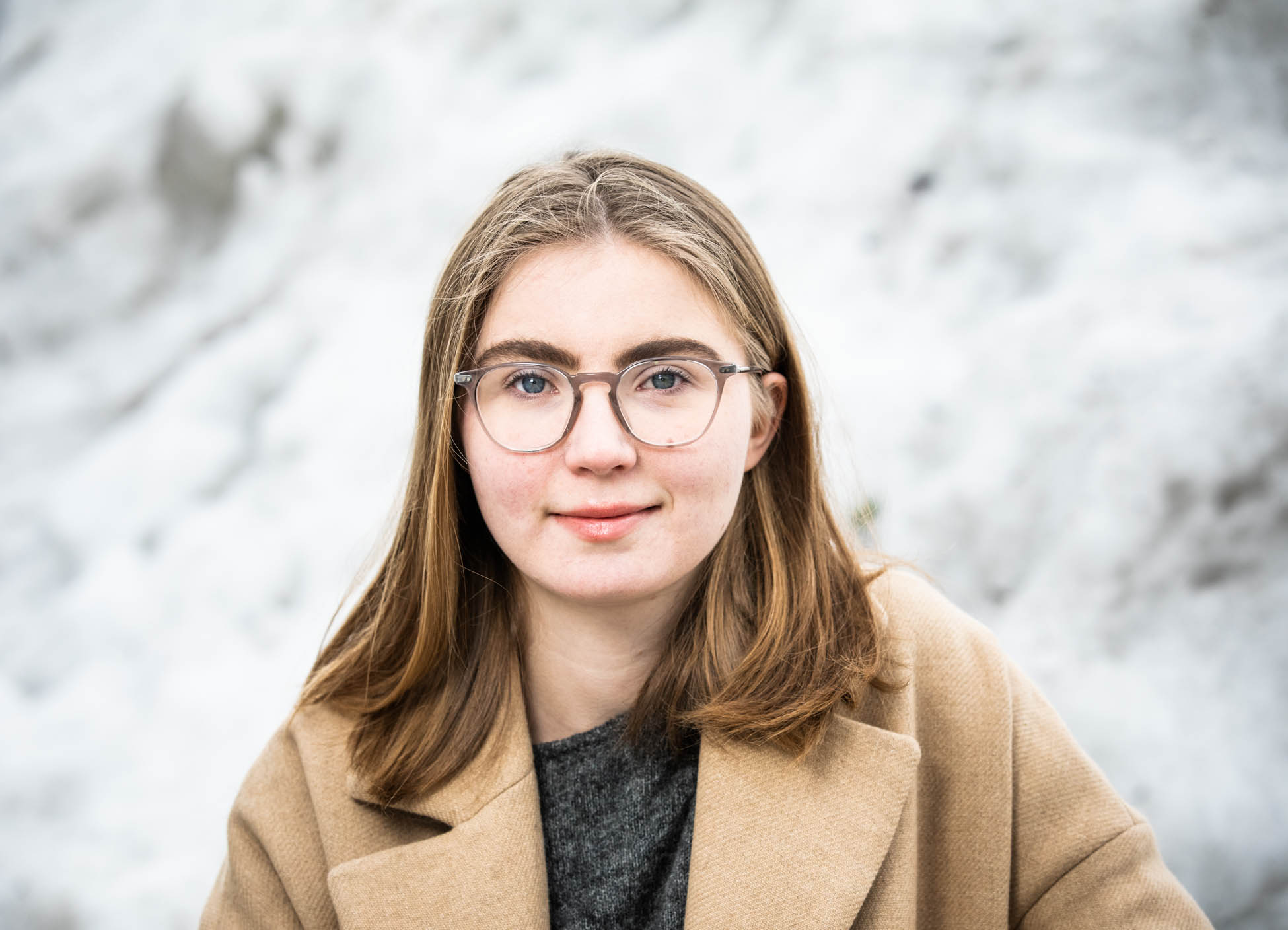
Hulda Holtvedt, 2019

Hulda Holtvedt (* 1. Juni 1999) ist eine norwegische Politikerin der grünen Partei Miljøpartiet De Grønne (MDG). Von November 2017 bis November 2021 war sie nationale Sprecherin der Jugendorganisation Grønn Ungdom.

## Leben
Bei der Parlamentswahl in Norwegen 2017 kandidierte sie im Wahlkreis Oslo für einen Sitz im norwegischen Nationalparlament Storting. Dabei gelang ihr der Einzug nicht. Stattdessen wurde sie dritte Vararepresentantin, also dritte Ersatzabgeordnete. Da sich die einzige MDG-Abgeordnete Une Bastholm im Mutterschutz befand und die weiteren Ersatzabgeordneten erkrankt waren, vertrat Holtvedt ihre Parteikollegin im März 2019 für einige Tage. In den Medien wurde sie daraufhin als „jüngste Fraktionsvorsitzende aller Zeiten“ bezeichnet.
Im November 2017 wurde sie gemeinsam mit Ola Eian zum neuen Sprecherduo der Parteijugend Grønn Ungdom gewählt. In der Partei MDG gab es zu dieser Zeit ein Sprecherduo als Äquivalent zu den Vorsitzenden in anderen Parteien. Bereits zuvor stand sie der MDG-Parteijugend in Oslo vor. Bei der Kommunalwahl im Herbst 2019 zog Holtvedt in den Osloer Stadtrat ein. Ihre Zeit als nationale Sprecherin bei der Grønn Ungdom endete im November 2021.

## Positionen
Holtvedt gehört zu den Befürwortern einer EU-Mitgliedschaft Norwegens. Sie erklärte im Juni 2020, dass der Klimawandel nur mit internationaler Zusammenarbeit gestoppt werden könne und Norwegen deshalb einen Teil seiner Souveränität an die Europäische Union abgeben solle. Holtvedt widersprach damit der damaligen Position im MDG-Parteiprogramm, in welchem bis Mai 2023 ein Verbleib im Europäischen Wirtschaftsraum (EWR), aber kein EU-Beitritt angestrebt wurde. Holtvedt sprach sich für eine Abgabe für Inlandsflüge aus. Ziel dieser Abgabe sei es, den Flugverkehr zu reduzieren.